# Liste der Monuments historiques in Marly-la-Ville
Die Liste der Monuments historiques in Marly-la-Ville führt die Monuments historiques in der französischen Gemeinde Marly-la-Ville auf.

## Liste der Bauwerke
| Bezeichnung       | Beschreibung              | Standort | Kennzeichnung | Schutzstatus | Datum | Bild           |
| ----------------- | ------------------------- | -------- | ------------- | ------------ | ----- | -------------- |
| Kirche St-Étienne | Erbaut im 13. Jahrhundert | (Lage)   | PA00080120    | Classé       | 1933  | weitere Bilder |

## Liste der Objekte

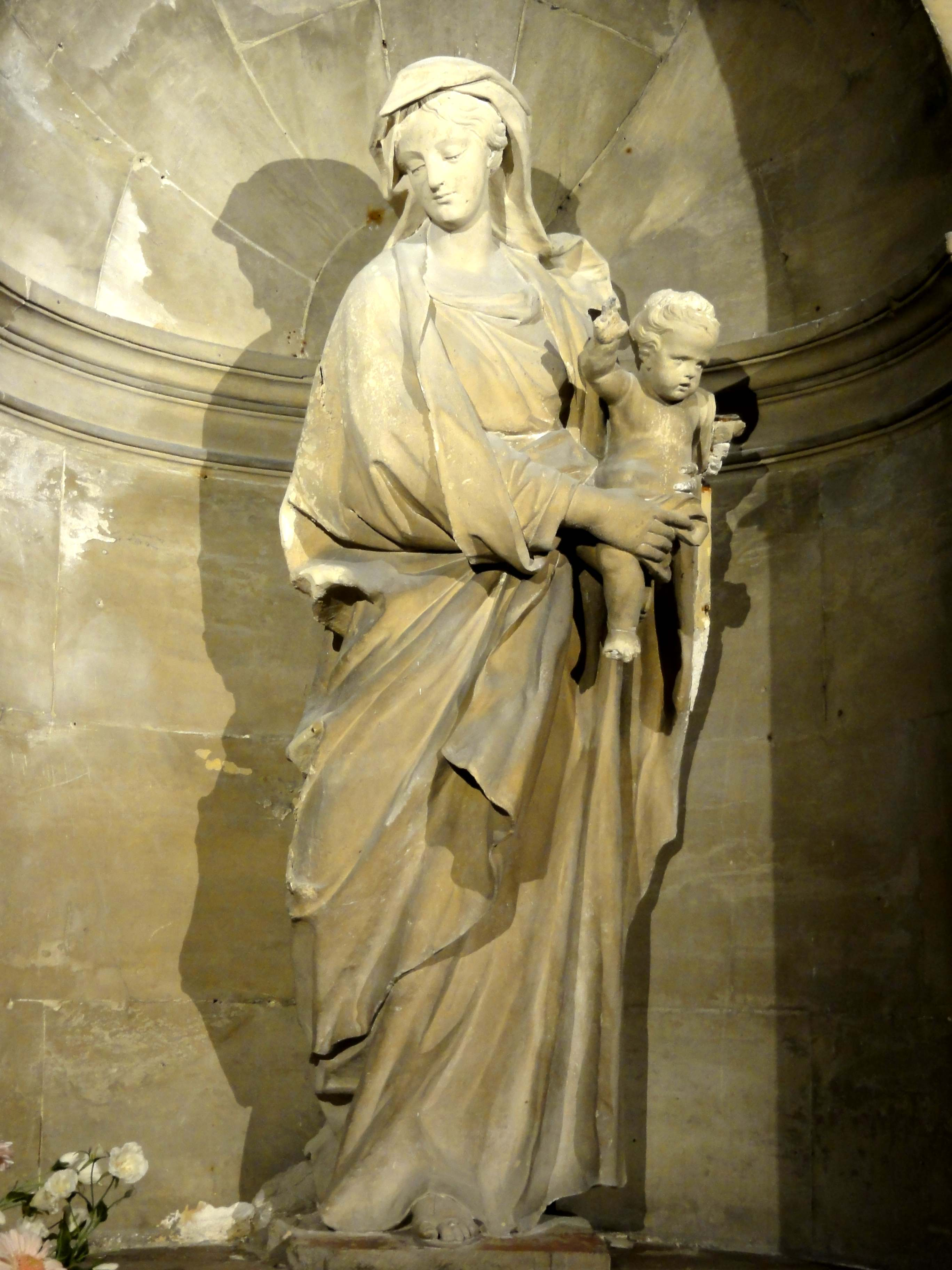
Skulptur Mandonna und Kind (18. Jahrhundert) in der Kirche St-Étienne

- Monuments historiques (Objekte) in Marly-la-Ville in der Base Palissy des französischen Kultusministeriums